# Inseminación artificial

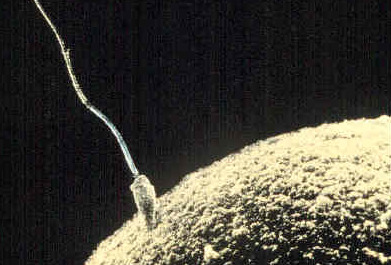
Espermatozoide mientras fecunda un óvulo.

Inseminación artificial es todo aquel método de reproducción asistida que consiste en el depósito de espermatozoides en la hembra mediante instrumental especializado y utilizando técnicas que reemplazan a la copulación, implantándolos en el útero, en el cérvix o en las trompas de Falopio, con el fin de lograr la gestación.

## Historia

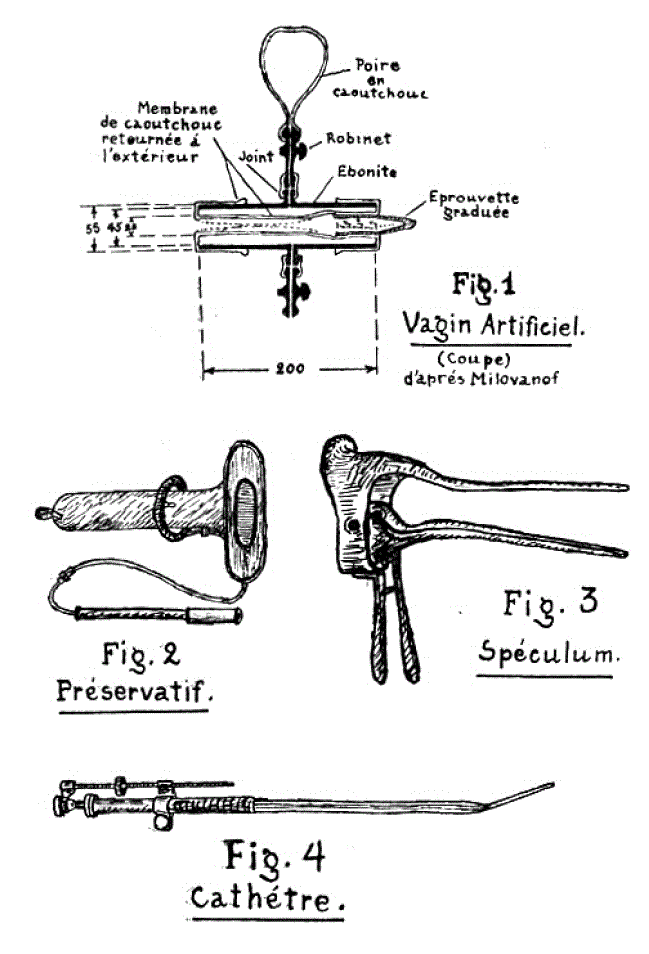
Instrumentos utilizados para IA en animales. Instrumentos importados desde Rusia por el Dr. Ing. Luis Thomasset en 1935.

Los sumerios, además de inventar la escritura, registraron por primera vez una técnica, muy artesanal por lo demás, de inseminación artificial en ovinos, la misma que se utilizó posteriormente en equinos.
La inseminación artificial en humanos tiene lejanos precedentes. Según distintos testimonios de la época, como los del cronista Alonso de Palencia y del médico Hieronymus Münzer, y el estudio histórico de Gregorio Marañón, fue ejecutada en Aranda de Duero por un médico judío, que introdujo el semen del rey Enrique IV de Castilla "el impotente" mediante una cánula o tubo acodado de oro en el cuerpo de su esposa la reina Juana de Portugal. Es dudoso que tal procedimiento tuviera éxito, puesto que aunque la reina efectivamente tuvo una hija en 1462, la princesa Juana, las dudas que hubo sobre su paternidad hicieron que recibiera el sobrenombre de "la Beltraneja", en alusión a su presunto verdadero padre, el valido del rey.
En 1677 el científico neerlandés Leeuwenhoek observó espermatozoides gracias a los microscopios que había construido. Más de 100 años después, el sacerdote y fisiólogo italiano Lazzaro Spallanzani demostró que debía existir contacto físico entre el óvulo y el esperma para que se desarrollara un embrión. Hasta ese momento se creía que el embrión era "producto de la semilla masculina, nutrido en el suelo de la mujer". Spallanzani realizó experimentos exitosos de inseminación artificial en peces y anfibios. En 1784 practicó la primera inseminación artificial de una perra, lo que derivó en el nacimiento de tres cachorros totalmente sanos 62 días más tarde. 
En 1785 el cirujano escocés John Hunter recogió en una jeringa caliente el semen de un comerciante con hipospadia y lo inyectó en la vagina de su mujer.
La idea de conservar el semen masculino se remonta a 1866 cuando Paolo Mantegazza creó en Pavía un banco de esperma veterinario.
Los esfuerzos para desarrollar técnicas modernas de inseminación artificial comenzaron en Rusia en 1899. Se tiene constancia {Ivanoff, 1922} de la inseminación artificial de un caballo realizada con éxito en 1922. Hacia el año 1950, la inseminación artificial se convirtió en una industria establecida: en 1949 aparecieron métodos de congelación y descongelación del esperma y en 1950 surge la idea de añadir antibióticos al semen para prevenir enfermedades venéreas. Posteriormente, en los años 70 y 80 se desarrollaron métodos eficaces de recolección de semen.
El semen bovino congelado en nitrógeno líquido (-196 °C) ha permitido su almacenamiento por largos períodos (el más antiguo desde 1952 a la fecha) sin que se produzca un deterioro en la fertilidad del mismo. Gracias a ello el semen (y la genética contenida en él) se conserva, se transporta y se utiliza en ambientes muy diversos.

## Inseminación artificial en animales
La inseminación artificial es usada en animales para propagar buenas cualidades de un macho en muchas hembras. Es especialmente empleada en caballos, vacas, cerdos, perros con pedigrí y ovejas. El semen es recolectado, refrigerado o/y congelado, y enviado a la ubicación de la hembra. 
Para conservar el semen se diluye en una solución que contiene los componentes necesarios para mantener la viabilidad de los gametos tales como azúcares (usualmente fructosa), sales y sustancias tamponadoras, así como nutrientes tales como los aportados por la yema de huevo o la leche descremada.
Si las muestras son congeladas, necesitan de la adición de agentes crioprotectores como el glicerol para conservarlo mejor. También se le añade antibióticos para controlar el crecimiento bacteriano y disminuir el riesgo de contaminación bacteriana.
La inseminación artificial de animales de granja es una técnica reproductiva de uso muy común. Lo que permite un uso más amplio del potencial genético del animal ya que puede servir a un número mayor de hembras reproductoras.
Un macho bovino, en monta natural o dirigida puede preñar anualmente hasta 80 hembras, gracias a la inseminación artificial, de un macho es teóricamente posible obtener hasta 14 600 crías anuales, diseminando sus genes en todos ellos.
VENTAJAS:
1.- Aprovechamiento del macho. El mejor aprovechamiento del macho se refiere, por un lado a que sus genes son distribuidos en una mayor cantidad de crías, sin embargo ha de tenerse en cuenta también, que, dado que el semen se conserva en forma prácticamente indefinida, se puede obtener crías de ellos aun cuando hayan muerto. Esto permite, entre otras cosas, seleccionar animales por características que sólo se pueden evaluar una vez muertos (rendimiento a la canal por ejemplo).
2.- Mejoramiento genético. La inseminación artificial no es por sí misma una herramienta de mejoramiento genético, pero en virtud a que se obtienen grandes cantidades de descendientes de un mismo macho, es lógico que la selección de ellos ha de ser muy exigente (alto índice de selección); Es así como sólo unos pocos especímenes de una determinada raza u especie son progenitores de un alto porcentaje de los individuos de las siguientes generaciones. La correcta determinación de las características a seleccionar y de la selección misma de los reproductores empuja los diferenciales de selección en la dirección requerida por el mercado y los ganaderos.
3.- Evita transmisión de enfermedades. Los machos que aportan el material seminal deben encontrarse libres de toda aquella enfermedad, venérea o no, que pudiese transmitirse a través del semen, asegurándose así que no existe riesgo de transmitir enfermedades desde el macho a las hembras en cuyos sistemas reproductivos se depositará el semen. Esta condición sanitaria ha adquirido especial importancia desde que el semen se puede conservar por largos períodos, ya que ha permitido el comercio internacional del material seminal.
4.- Aumenta la fertilidad. El uso correcto de la biotecnología en los animales permite alcanzar tasas de preñez equiparables a las de la cubierta natural en la mayoría de las especies. Permite obtener crías de un macho con problemas de fertilidad (incapacidad para cubrir, incapacidad para eyacular, semen de baja concentración, etcétera.)
5.- Uso de sementales que están en malas condiciones físicas. Tanto fracturas, desgarros musculares, especialmente del tren posterior, pueden impedir que un macho realice normalmente el coito, siendo entonces la inseminación artificial una alternativa para obtener crías de ellos. Por otra parte, los animales obesos o emaciados pueden pasar por periodos de subfertilidad. Una adecuada colección de semen y su correcta manipulación (en cuanto a concentración) puede permitir la obtención de descendientes de esos animales.
6.- No importa el peso de los dos sexos. Ni el peso, ni la talla del macho y la hembra que se cruzan tiene importancia en la inseminación artificial. Es perfectamente posible inseminar hembras de razas grandes con machos de razas muy pequeñas, situación que en el caso del ganado vacuno ha dado pie al hibridaje, preñando hembras de razas lecheras (de las que se desea obtener lactancias y no crías) con razas cárnicas.
7.- Velocidad de cubrimiento. Un macho bovino puede preñar en mismo día a un máximo de 3 a 4 hembras, sin embargo, gracias a la sincronización de celos, es posible tener muchas más vacas en celo (estro) en una misma fecha, gracias a la inseminación artificial estos celos pueden aprovecharse, lográndose entre otras cosas, un periodo de cubiertas (encastes) más corto y una mayor homogeneidad en las edades de las crías obtenidas, lo que permite una mejor comercialización de los mismos.
8.- Control absoluto del hato. La inseminación artificial da origen a registros de mayor calidad, los que permiten un mejor manejo de los rebaños y una mejor evaluación de los mismos.
9.- Apareamiento correctivos por tipo. Gracias a la gran cantidad de descendientes que deja cada macho, es posible evaluarlos desde el punto de vista productivo y de estructura de las crías (Tipo), así los ganaderos cuentan con información que le permite seleccionar los machos a usar y corregir (en las futuras generaciones) defectos de las madres como pueden ser la forma de las ubres, de las extremidades o de las grupas.
10.- Costos. La inseminación artificial reduce los costos de preñar las hembras, por un lado porque no requieren de sementales presentes en las fincas y por otro lado porque el material seminal, en la medida que la biotecnología se masifica, ha alcanzado valores relativamente bajos.

## Inseminación artificial en humanos
En humanos, la inseminación artificial se aplica principalmente en casos de infertilidad. Según la naturaleza de la infertilidad se puede distinguir dos tipos de inseminación artificial: inseminación con semen de la pareja e inseminación con semen de donante. 
Los métodos más simples de inseminación artificial (tanto con semen de la pareja como de donante) consisten en observar cuidadosamente el ciclo menstrual de la mujer, depositando el semen en su vagina justo cuando un óvulo es liberado. Procedimientos más complicados, como depositar los espermatozoides directamente en el útero, son empleados según cada caso y aumentan la probabilidad de que la fecundación tenga éxito.

### Inseminación artificial con semen del cónyuge (IAC)
La IAC se emplea cuando el semen de la pareja es válido para la procreación pero existe algún impedimento fisiológico, sea en el hombre o en la mujer, para que esta se produzca como resultado normal del coito. Los motivos por los que esto puede suceder son los siguientes:
- Imposibilidad para depositar el eyaculado en vagina debida a impotencia, anomalías en el pene (hipospadias), eyaculación retrógrada o vaginismo.
- Alteraciones del seminograma como las oligo-astenospermias o la presencia de toxinas en el plasma seminal.
- Esterilidad de causa cervical producida por anomalías anatómicas del cuello del útero, moco cervical insuficiente o inadecuado.
- Esterilidad debido a disfunciones ovulatorias o endometriosis.
- Esterilidad de causa inmunitaria.
- Esterilidad sin causa aparente.

En casos excepcionales la IAC se emplea con enfermos cuyas enfermedades o los tratamientos de estas implican peligro de alteraciones graves en los espermatozoides o la pérdida de la espermatogénesis. Algunas de estas patologías son los tumores: seminoma, leucosis y otros, cuyos tratamientos conllevan esterilización o alteraciones genéticas de los espermatozoides. En estos casos se puede congelar el semen para posteriormente realizar una IAC. Estas situaciones plantean conflictos éticos y legales cuando el paciente muere.

#### Condiciones para la aplicación de la IAC
Para aplicar la IAC es indispensable el funcionamiento correcto en la mujer de al menos una de las trompas de Falopio, además de un semen de buena calidad. Se recomienda un valor de recuperación de espermatozoides móviles (REM) superior a 3 millones; en todo caso, nunca se hará una inseminación artificial con un número menor a un millón de espermatozoides móviles. El procedimiento habitual previo a la inseminación consiste en realizar una serología que verifique que no existe riesgo de rubéola, toxoplasmosis, hepatitis B, hepatitis C, sífilis y VIH. En el terreno psicológico, se informa a la pareja de la probabilidad de éxito y de las posibles complicaciones.

#### Técnica empleada
El proceso de inseminación con semen de la pareja puede dividirse en las siguientes fases:
1. Control y estimulación de la ovulación. Puede hacerse en un ciclo menstrual espontáneo o en uno provocado. La ventaja de hacerlo en un ciclo normal es que se reduce considerablemente la posibilidad de embarazo múltiple pero tiene el inconveniente de que es más difícil y costoso determinar el día de la ovulación y como sólo hay una, las posibilidades de éxito son menores. Si se estimula el ciclo, las posibilidades de éxito son mayores porque hay más ovocitos, se conoce mejor el momento de la ovulación y se corrigen las posibles alteraciones del ciclo que tienen poca o nula expresión clínica. En caso de que esta estimulación haya dado lugar a la maduración de muchos folículos de manera simultánea, el riesgo de embarazo múltiple va a ser muy alto. Para evitarlo hay dos opciones: cancelar la inseminación y esperar al siguiente ciclo realizando una nueva estimulación hormonal pero más suave, o bien puncionar los folículos de más, aunque esta última técnica se realiza muy excepcionalmente por ser invasiva. En la estimulación, se inhibe la ovulación espontánea mediante la inhibición de la hipófisis y se da solo hormonas del ciclo exógenas. Para inhibir la hipófisis se usa un antagonista de la GnRH. Se puede usar también un agonista análogo de la GnRH dado de forma continua que aumenta en principio la secreción, pero al final la acaba inhibiendo lo que se conoce como efecto flare-up. Aunque es algo que ya está prácticamente en desuso. Como medicación que se usa en este tipo de tratamientos gonadotropinas como:

- FSH
- LH
- FSH + LH combinadas
- hMG: gonadotropina urinaria humana (FSH en orina). Se obtiene de mujeres que han alcanzado la etapa de la menopausia. Esto se hace así debido a que el fallo ovárico, provoca que se  generen grandes cantidades de FSH en un intento de hacer reaccionar al ovario.
- Coripholitropine alfa: es una FSH, la única que dura 7 días. Las corifolitropinas son los fármacos que más pacientes han incluido en su estudio clínico, debido al potencial que suponía su duración.

1. Determinación del momento de la inseminación. La inseminación debe tener lugar lo más próximo posible a la ovulación. Cuando se realiza en un ciclo espontáneo, para la determinación de la ovulación pueden usarse medios clínicos como la temperatura basal o las modificaciones del cuello y el moco cervical, o bien la determinación en orina de LH para detectar el pico de LH preovulatorio. La mujer debe realizar una medición cada 8 h y una vez determinado el inicio del aumento de LH la ovulación suele producirse de entre 28 a 36 horas después. En ciclos estimulados, la determinación del momento de la inseminación es fácil: se hace una primera inseminación a las 24 horas de la inyección de hCG y la segunda a las 49 horas.
2. Obtención y preparación del semen. El semen debe recogerse por masturbación después de un periodo de abstinencia de tres días. Se ha de recoger en un recipiente de cristal estéril y mantener entre 10 a 40 minutos a temperatura ambiente para que licúe. Una vez hecho esto, se elimina el plasma seminal y se seleccionan los espermatozoides con buena movilidad. Para conseguirlo, la técnica más usada es la de Wash and swimup que consiste en centrifugar una mezcla de semen y cultivo HAMF-10 enriquecido con suero de la paciente a 30 °C durante 10 minutos. Al sedimento se le añade de 0,5 a 1 mililitro de medio de cultivo y se cultiva a 37 °C en atmósfera con CO2 al 5 % entre 45 a 60 minutos. Durante este periodo, los espermatozoides suben a la parte superior del tubo y se aspiran, realizando la inseminación con este sobrenadante. Otras técnicas empleadas son la de los gradientes de Percoli y la del filtrado con fibra de vidrio.
3. Inseminación. El semen se deposita en la vagina, en el canal cervical, en el útero, en las trompas de Falopio o en fondo del saco de Douglas. La vía más usada es la intrauterina. La intravaginal puede realizarse con semen completo, mientras que en la intracervical y en la intrauterina debe llevarse a cabo una preparación para eliminar las PGs. En la intracervical se usa un catéter fino para introducir los espermatozoides y después se coloca un capuchón que se adapta una convexidad del exocérvix para impedir el reflujo del semen a la vagina que es retirado a las 6-8 horas. La inseminación intrauterina se realiza con un catéter fino con el cual se introducen los espermatozoides en la cavidad uterina. Si la paciente está sometida a estimulación, el catéter suele franquear fácilmente el orificio cervical interno, pero en ocasiones es necesario pinzar y traccionar del cuello o pasar previamente el histerómetro. La inyección de semen se realiza lentamente para evitar la distensión del útero y que se produzcan contracciones que puedan expulsarlo a la vagina.
4. Apoyo a la fase lútea. En los ciclos estimulados se produce grandes cantidades de E2 lo que puede ser un efecto negativo para la implantación del cigoto, por lo que para paliarlo se refuerza la fase lútea administrando progesterona por vía sistémica o vaginal.
5. Diagnóstico del embarazo. El éxito de cualquier tipo de tratamiento de esterilidad se evalúa por el porcentaje de embarazos conseguidos, aunque también se hace en función de recién nacidos viables conseguidos. Los resultados globales en cuanto al número de embarazos están entre un 13 (en los casos graves de infertilidad) y un 70 por ciento (en los casos en los que no existen problemas reales). En los casos de esterilidad masculina, el porcentaje cae a entre un 9,5 y un 43 por ciento. En los casos de esterilidad por causa inmunitaria el porcentaje de éxito oscila entre un 5 y un 8,1 por ciento[cita requerida].

No existe un criterio unánime en cuanto al número de veces que debe intentarse la IAC. Cuando no se ha usado la laparoscopia con cromotuboscopia para el diagnóstico de función tubárica, muchos aconsejan intentar 3 ciclos de IAC y si no se logra el embarazo, se realiza laparoscopia exploradora. Si se tiene seguridad de la integridad de las trompas, se suele intentar hasta 6 ciclos.
Complicaciones. La IAC es una técnica muy segura, pero tiene sus riesgos. Unos derivan de la estimulación ovárica con gonadotropinas, como son la hiperestimulación ovárica y el embarazo múltiple. La hiperestimulación se evita con el control ecográfico y las medidas de E2 en el plasma. El embarazo múltiple con estimulación oscila entre un 12 y un 30 por ciento de los casos, siendo más frecuente en mujeres jóvenes, con más de 5 folículos mayores de 16 mm e inseminadas con más de 30 millones de espermatozoides. En casos extremos de embarazo múltiple donde no sólo esté en riesgo la vida de los hijos sino también la de la madre, se puede recurrir a la reducción embrionaria selectiva, que consiste en quitar la viabilidad a uno de los embriones para que el o los otros puedan desarrollarse con mayor seguridad, si bien esta técnica es también de alto riesgo y puede desembocar en un daño a todos los embriones. También ha de tenerse en cuenta las complicaciones inherentes a la técnica empleada: infección pélvica, reacciones alérgicas y la creación de anticuerpos antiespermatozoides.

### Inseminación artificial con semen de donante (IAD)
Los principales receptores de la donación anónima de esperma son los matrimonios infértiles, parejas del mismo sexo y mujeres heterosexuales sin pareja. En 2012, más de un tercio de los nacimientos en España son de madre soltera, según el INE
La IAD se emplea en casos de infertilidad masculina, en casos en los que se puede transmitir una enfermedad hereditaria a los hijos (como la hemofilia o la enfermedad de Huntington) o en casos de incompatibilidad Rh. 
La principal diferencia entre este tipo de inseminación y la IAC es, por tanto, la obtención del semen. Los demás puntos del proceso son prácticamente idénticos.
Condiciones previas. En casos de infertilidad masculina, es necesario descartar el factor femenino haciendo anamnesis completa, exploración ginecológica convencional, citología, analítica básica, serología y ecografía transvaginal.[cita requerida]
Donación de semen. La donación debe ser anónima (Ley española BOE nº282, 22 de noviembre de 1988). El donante no puede conocer a la mujer o mujeres a inseminar, ni la pareja (o mujer) al donante. Este anonimato se extiende al hijo producto de la IAD. Antes, la IAD se realizaba con plasma fresco pero con la aparición del VIH y la hepatitis se realiza con muestras congeladas almacenadas en nitrógeno líquido a –80 – 196 °C en los banco de semen.
Selección de los donantes. Los donantes han de ser mayores de edad que no hayan superado los 39 años. Sanos física y psíquicamente. Sin antecedentes familiares ni personales de enfermedad crónica o grave que pueda afectar a la descendencia y sin antecedentes de anomalías congénitas en su familia. Se realiza una investigación del cariotipo, grupo sanguíneo y Rh; y una serología para detectar lúes, hepatitis B y C y VIH. El semen se almacenará 6 meses al cabo de los cuales se repite la serología y si es negativa, se puede usar. Si aparecen patologías en los hijos conseguidos o se han conseguido ya 6 hijos, se debe retirar del banco.
En España no se pueden elegir las características del donante ni conocerlo. La Ley 35/88, en el artículo 5º que permite la contribución de donantes aclara específicamente que «la elección del donante es responsabilidad únicamente del equipo médico que realiza la técnica de reproducción asistida » En Argentina la receptora no posee ningún dato sobre el donante; solo lo saben los médicos que realizan la inseminación o fertilización in vitro. La elección del donante es un proceso realizado por la clínica de fertilidad o el banco de esperma. En ningún caso el donante puede ser elegido por la o los pacientes que van a recibir la donación.
La única excepción es en algunos estados de Estados Unidos, no en todos, en los cuales se puede elegir el donante, lo cual no significa poder seleccionar ninguna característica del hijo: la herencia genética es una lotería y resulta imprevisible e imposible calcular qué características genéticas heredará el niño. En el resto de los países es imposible elegir al donante, pues la ley protege la identidad de todo donante que acude a un banco de esperma y no se pueden elegir ni las características ni conocerlo. Aun en los países en los que se levantó parte del anonimato es imposible conocerlo, ya que el levantamiento del anonimato significa solamente que el hijo, al cumplir sus 18 años, si así lo requiere, podrá obtener algunos datos sobre el donante, pero no sus padres.